# Bolvári Antal
Bolvári Antal (Kaposvár, 1932. május 6. – Budapest, 2019. január 8.) olimpiai bajnok magyar vízilabdázó, úszó, edző.

## Sportpályafutása
1945-től úszott a Neményi Papírgyárban, 1948-tól 1951-ig a Budapest Lokomotívban. 19 éves korától 1956-ig vízilabdázott a Budapesti Honvédban. Az olimpiáról hazatért, de menyasszonya után visszautazott. Ausztráliában Perthben és Melbourne-ben játszott, de 1961-ben hazatért. 1962-től a Budapesti Vasasban, 1963-tól a Spartacusban, 1964-től az FTC-ben játszott. 1969-ben fejezte be az aktív sportolást.

### Sporteredményei
- kétszeres olimpiai bajnok (1952, 1956)
- Európa-bajnok (1954)

## Rekordjai

### 100 m hát
- 1:11,0 (1950., Budapest) ifjúsági országos csúcs

### 200 m hát
- 2:35,0 (1950., Budapest) ifjúsági országos csúcs

## Edzőként
1966-ban végzett a Sportvezető és Edzőképző Intézetben. 1976-ban szerzett diplomát a Testnevelési Főiskolán.
1969-ben, játékos pályafutásának befejezése után rögtön edző lett a Bp. Spartacusnál. 1970-ben lett a csapat vezetőedzője. 1971-től Mayer Mihállyal a junior válogatott edzője lett. 1980-ban Mayer Mihály lett a felnőtt válogatott szövetségi kapitánya, aki segítőjének Bolvárit kérte fel. 1979-től 1982-ig a Bp. Honvéd edzője lett, majd 1992-ig újra a Spartacusnál dolgozott. 1988-ban irányításával a Spartacus KEK-döntőbe jutott.

## Díjai, elismerései
- A Magyar Népköztársaság Érdemes Sportolója (1954)[3]
- Magyar Köztársaság sportdíja (1992)
- Magyar Örökség díj (2004)